# Meilleurs buteurs du championnat de Belgique de football de deuxième division
Liste des meilleurs buteurs du Championnat de Belgique de football de Division 2.

## Meilleurs buteurs d'exception
- Marc Wilmots devient meilleur buteur de la D2 en 1986-87. Son club, Saint-Trond, gagne la compétition et accède à la D1. Entre 1990 et 2002, Marc Wilmots a été sélectionné 70 fois en équipe nationale et est devenu le 3e meilleur buteur de l'histoire de la sélection belge avec 28 buts.

- Gilles de Bilde, meilleur buteur du championnat de D2 en 1993-94 et artisan de la montée de l'Eendracht Alost en D1, est élu Soulier d'or belge la saison suivante (1994).

### Plusieurs fois sacré meilleurs buteurs de D2
Plusieurs joueurs ont terminé meilleur buteur de la D2 belge à plusieurs reprises (liste non exhaustive en raison des manquements dans les archives):
- 4 fois
  -  Ferdinand Adams (4x SC Anderlechtois)
- 3 fois
  -  Kristof Arys (1x KM SK Deinze + 2x K. Red Star Waasland)
  -  Patrick Goots (2x KV Turnhout + 1x Antwerp FC)
  -  Jozef Piedfort (3x Lyra)
  -  Albert Verschelde (3x AS Oostende)
- 2 fois
  -  N'Dingi Bokila (2x RC Harelbeke)
  -  Michel Bensch (2x Beringen FC)
  -  Émile Binet (2x FC Sérésien)
  -  Léon Gillaux (2x Charleroi SC)
  -  Charlie Jacobs (2x AA Louviéroise)
  -  Hervé Ndjana Onana (1x K. Red Star Waasland + 1x AFC Tubize)
  -  Jozef Van Camp (2x FC Diest)
  -  Piet Verschelde (2x Excelsior Mouscron)

### Meilleur buteur en D1 et en D2
Cinq joueurs ont été sacrés « meilleur buteur » en Division 2 et en Division 1 belge.
- Laurent Grimmonprez
  - D1 1926 (R. RC de Gand)
  - D2 1931 (R. RC de Gand)
- Jozef Mannaerts
  - D2 1948 (K. RC Mechelen)
  - D1 1952 (K. RC Mechelen)
- Jean-Paul Colonval
  - D1 1965 (R. FC Liégeois)
  - D2 1970 (R. Daring de Molenbeek)
- Harald Nickel
  - D2 1975 (K. FC Turnhout)
  - D1 1978 (R. Standard CL)
- Hamdi Harbaoui
  - D2 2010-2011 (OHL)
  - D1 2013-2014 (Lokeren)
  - D1 2017-2018 (Essevee)

## Meilleurs buteurs par saison

### De 1909-1910 à 1922-1923
- Deuxième niveau joué en une série unique
  - Championnats de 1914-1915 à 1918-1919 annulés.

| Édition                                         | Saison    | Joueur          | Pays     | Club             | Buts |
| ----------------------------------------------- | --------- | --------------- | -------- | ---------------- | ---- |
| 1                                               | 1909-1910 | ?               | ?        | ?                | ?    |
| 2                                               | 1910-1911 | ?               | ?        | ?                | ?    |
| 3                                               | 1911-1912 | ?               | ?        | ?                | ?    |
| 4                                               | 1912-1913 | ?               | ?        | ?                | ?    |
| 5                                               | 1913-1914 | ?               | ?        | ?                | ?    |
| CHAMPIONNATS ANNULÉS (Première Guerre mondiale) |           |                 |          |                  |      |
| 6                                               | 1919-1920 | Georges Michel  | Belgique | R. Léopold CB    | 26   |
| 7                                               | 1920-1921 | Ferdinand Adams | Belgique | SC Anderlechtois | 28   |
| 8                                               | 1921-1922 | ?               | ?        | ?                | ?    |
| 9                                               | 1922-1923 | ?               | ?        | ?                | ?    |

### De 1923-24 à 1925-1926
- Deuxième niveau joué en deux séries

| Édition | Saison    | Joueur                              | Pays       | Club             | Buts |
| ------- | --------- | ----------------------------------- | ---------- | ---------------- | ---- |
| 10      | 1923-1924 | Série A: Ferdinand Adams Série B: ? | Belgique ? | RSC Anderlecht ? | 41 ? |
| 11      | 1924-1925 | Série A: ? Série B: ?               | ?          | ?                | ?    |
| 12      | 1925-1926 | Série A: ? Série B: ?               | ?          | ?                | ?    |

### De 1926-1927 à 1930-1931
- Deuxième niveau joué en une série unique

| Édition | Saison    | Joueur                       | Pays     | Club                         | Buts |
| ------- | --------- | ---------------------------- | -------- | ---------------------------- | ---- |
| 13      | 1926-1927 | Louis Deleux Ferdinand Adams | Belgique | Uccle Sport SC Anderlechtois | 40   |
| 14      | 1927-1928 | ?                            | ?        | ?                            | ?    |
| 15      | 1928-1929 | Ferdinand Adams              | Belgique | SC Anderlechtois             | 42   |
| 16      | 1929-1930 | ?                            | ?        | ?                            | ?    |
| 17      | 1930-1931 | Laurent Grimmonprez          | Belgique | R. RC de Gand                | ?    |

### De 1931-32 à 1951-1952
- Deuxième niveau joué en deux séries
  - Championnats 1939-1940, 1940-41 et 1944-1945 annulés.

| Édition                                                                | Saison    | Joueur                                                  | Pays       | Club                                     | Buts  |
| ---------------------------------------------------------------------- | --------- | ------------------------------------------------------- | ---------- | ---------------------------------------- | ----- |
| 18                                                                     | 1931-1932 | Série A: ? Série B: ?                                   | ?          | ?                                        | ?     |
| 19                                                                     | 1932-1933 | Série A: Auguste Hellemans Série B: ?                   | Belgique ? | Belgica FC Edegem ?                      | ?     |
| 20                                                                     | 1933-1934 | Série A: ? Série B: ?                                   | ?          | ?                                        | ?     |
| 21                                                                     | 1934-1935 | Série A: ? Série B: ?                                   | ?          | ?                                        | ?     |
| 22                                                                     | 1935-1936 | Série A: ? Série B: ?                                   | ?          | ?                                        | ?     |
| 23                                                                     | 1936-1937 | Série A: ? Série B: ?                                   | ?          | ?                                        | ?     |
| 24                                                                     | 1937-1938 | Série A: ? Série B: ?                                   | ?          | ?                                        | ?     |
| 25                                                                     | 1938-1939 | Série A: ? Série B: ?                                   | ?          | ?                                        | ?     |
| 1939-1940 et 1940-1941: CHAMPIONNATS ANNULÉS (Seconde Guerre mondiale) |           |                                                         |            |                                          |       |
| 26                                                                     | 1941-1942 | Série A: ? Série B: ?                                   | ?          | ?                                        | ?     |
| 27                                                                     | 1942-1943 | Série A: ? Série B: ?                                   | ?          | ?                                        | ?     |
| 28                                                                     | 1943-1944 | Série A: ? Série B: ?                                   | ?          | ?                                        | ?     |
| 1944-1945: CHAMPIONNAT ANNULÉ (Seconde Guerre mondiale)                |           |                                                         |            |                                          |       |
| 29                                                                     | 1945-1946 | Série A: Léon Gillaux Série B: Gustaaf Van den Bergh    | Belgique   | R. Charleroi SC K. Lyra                  | 43 39 |
| 30                                                                     | 1946-1947 | Série A: Émile Binet Série B: Léon Gillaux              | Belgique   | R. FC Sérésien R. Charleroi SC           | 42 44 |
| 31                                                                     | 1947-1948 | Série A: Jozef Mannaerts Série B: Émile Binet           | Belgique   | K. RC Mechelen R. FC Sérésien            | 32 24 |
| 32                                                                     | 1948-1949 | Série A: Armand Toen Série B: Marcel Pertry             | Belgique   | R. Stade Louvaniste R. CS Brugeois       | 27    |
| 33                                                                     | 1949-1950 | Série A: Charles Annicq Série B: Léopold Appeltants     | Belgique   | R. FC Renaisien St-Truidense VV          | 24 23 |
| 34                                                                     | 1950-1951 | Série A: Frans Laureys Série B: Victor Appelmans        | Belgique   | Union St-Gilloise SR R. US Tournaisienne | 28 20 |
| 35                                                                     | 1951-1952 | Série A: Daniel van Pottelberghe Série B: Michel Bensch | Belgique   | R. FC Brugeois K. Beringen FC            | 29 20 |

### Depuis 1952-1953
- Deuxième niveau joué en une série unique

| Édition | Saison    | Joueur                                | Pays                      | Club                                | Buts |
| ------- | --------- | ------------------------------------- | ------------------------- | ----------------------------------- | ---- |
| 36      | 1952-1953 | Jozef Piedfort                        | Belgique                  | K. Lyra                             | 27   |
| 37      | 1953-1954 | Alexis De Block                       | Belgique                  | Sint Niklaasse SK                   | 25   |
| 38      | 1954-1955 | Michel Bensch                         | Belgique                  | Beringen FC                         | 23   |
| 39      | 1955-1956 | Jozef Piedfort                        | Belgique                  | K. Lyra                             | 26   |
| 40      | 1956-1957 | Jozef Piedfort                        | Belgique                  | K. Lyra                             | 28   |
| 41      | 1957-1958 | Jan Dom                               | Belgique                  | K. FC Malinois                      | 18   |
| 42      | 1958-1959 | Jozef Van Camp                        | Belgique                  | K. FC Diest                         | 33   |
| 43      | 1959-1960 | Jozef Van Camp                        | Belgique                  | K. FC Diest                         | 19   |
| 44      | 1960-1961 | Julien Van Roosbroeck                 | Belgique                  | K. FC Diest                         | 39   |
| 45      | 1961-1962 | Theo Rossen                           | Belgique                  | K. Berchem Sport                    | 23   |
| 46      | 1962-1963 | Pierre Kasongo                        | Congo Kinshasa            | R. CS Verviétois                    | 28   |
| 47      | 1963-1964 | Albert Verschelde                     | Belgique                  | AS Oostende KM                      | 25   |
| 48      | 1964-1965 | Albert Verschelde Kamiel Van Damme    | Belgique                  | AS Oostende KM K. FC Malinois       | 25   |
| 49      | 1965-1966 | Jean-Pierre Janssens                  | Belgique                  | R. Crossing FC Molenbeek            | 26   |
| 50      | 1966-1967 | Jean Janssens                         | Belgique                  | SK Beveren/Waas                     | 25   |
| 51      | 1967-1968 | Hendrik van Nee                       | Pays-Bas                  | K. AA Gent                          | 23   |
| 52      | 1968-1969 | Albert Verschelde                     | Belgique                  | AS Oostende KM                      | 24   |
| 53      | 1969-1970 | Jean-Paul Colonval Marcel Van Dingene | Belgique                  | R. Daring Cl. Molenbeek K. FC Diest | 19   |
| 54      | 1970-1971 | Charlie Jacobs                        | Belgique                  | R. AA Louvièroise                   | 22   |
| 55      | 1971-1972 | Charlie Jacobs                        | Belgique                  | R. AA Louvièroise                   | 20   |
| 56      | 1972-1973 | Hans Posthumus Aad Koudijzer          | Pays-Bas                  | K. RC Mechelen K. SV Waregem        | 21   |
| 57      | 1973-1974 | Rainer Gebauer                        | Allemagne de l'Ouest      | AS Eupen                            | 23   |
| 58      | 1974-1975 | Harald Nickel                         | Allemagne de l'Ouest      | K. FC Turnhout                      | 20   |
| 59      | 1975-1976 | Johan Vermeersch                      | Belgique                  | KV Kotrijk                          | 15   |
| 60      | 1976-1977 | Patrick Gorez                         | Belgique                  | R. AA Louvièroise                   | 16   |
| 61      | 1977-1978 | Hans Aabech                           | Danemark                  | AS Oostende KM                      | 22   |
| 62      | 1978-1979 | Yvan Hoste                            | Belgique                  | K. SK Tongeren                      | 20   |
| 63      | 1979-1980 | N'Dingi Bokila Danny Veyt             | Zaïre Belgique            | K. RC Harelbeke Sint Niklase SK     | 17   |
| 64      | 1980-1981 | Salva                                 | Brésil                    | K. SC Eendracht Aalst               | 18   |
| 65      | 1981-1982 | N'Dingi Bokila                        | Zaïre                     | K. RC Harelbeke                     | 19   |
| 66      | 1982-1983 | Wilhelm Reisinger                     | Allemagne de l'Ouest      | KV Mechelen                         | 30   |
| 67      | 1983-1984 | Jan Simoen                            | Belgique                  | Sint Niklase SK                     | 27   |
| 68      | 1984-1985 | Didier Beugnies                       | Belgique                  | R. Charleroi SC                     | 23   |
| 69      | 1985-1986 | Patrick De Ruyter Jan Goyvaerts       | Belgique                  | K.Berchem Sport RC Jet Bruxelles    | 19   |
| 70      | 1986-1987 | Marc Wilmots                          | Belgique                  | K. St-Truidense VV                  | 22   |
| 71      | 1987-1988 | Luc Leys                              | Belgique                  | K. RC Mechelen                      | 25   |
| 72      | 1988-1989 | Verner Lička                          | Tchécoslovaquie           | K.Berchem Sport                     | 22   |
| 73      | 1989-1990 | Jan De Laet Harm van Veldhoven        | Belgique Pays-Bas         | K. TH Diest RWD Molenbeek           | 17   |
| 74      | 1990-1991 | Stefan De Coninck                     | Belgique                  | K. Boom FC                          | 21   |
| 75      | 1991-1992 | Mateso Liongola                       | Burundi                   | K. TH Diest                         | 24   |
| 76      | 1992-1993 | Mario Krohm                           | Allemagne                 | K. St-Truidense VV                  | 17   |
| 77      | 1993-1994 | Gilles de Bilde                       | Belgique                  | K. SC Eendracht Aalst               | 16   |
| 78      | 1994-1995 | Piet Verschelde                       | Belgique                  | R. Excelsior Mouscron               | 35   |
| 79      | 1995-1996 | Piet Verschelde                       | Belgique                  | R. Excelsior Mouscron               | 32   |
| 80      | 1996-1997 | Salif Keita                           | Sénégal                   | R. Cappellen FC                     | 24   |
| 81      | 1997-1998 | Patrick Goots                         | Belgique                  | KV Turnhout                         | 35   |
| 82      | 1998-1999 | Patrick Goots                         | Belgique                  | KV Turnhout                         | 37   |
| 83      | 1999-2000 | Patrick Goots                         | Belgique                  | R. Antwerp FC                       | 32   |
| 84      | 2000-2001 | Ibrahim Tankary                       | Niger                     | K. FC Lommelse SK                   | 21   |
| 85      | 2001-2002 | Daniel Gomez Kristof Arys             | France Belgique           | R. Excelsior Virton KM SK Deinze    | 19   |
| 86      | 2002-2003 | Günther Thiebaut                      | Belgique                  | FC Denderleeuw                      | 23   |
| 87      | 2003-2004 | Yves Buelinckx                        | Belgique                  | AFC Tubize                          | 24   |
| 88      | 2004-2005 | Kristof Arys                          | Belgique                  | K. Red Star Waasland                | 19   |
| 89      | 2005-2006 | Kristof Arys                          | Belgique                  | K. Red Star Waasland                | 19   |
| 90      | 2006-2007 | Gabriel Perșa                         | Roumanie                  | K. FC Dessel Sport                  | 21   |
| 91      | 2007-2008 | Peter Utaka                           | Nigeria                   | R. Atnwerp FC                       | 22   |
| 92      | 2008-2009 | Hervé Ndjana Onana                    | Cameroun                  | K. Red Star Waasland                | 25   |
| 93      | 2009-2010 | Kevin De Broyer                       | Belgique                  | K. SK Ronse                         | 20   |
| 94      | 2010-2011 | Hamdi Harbaoui                        | Tunisie                   | OH Leuven                           | 25   |
| 95      | 2011-2012 | Harlem Gnohéré                        | France                    | R. Charleroi SC                     | 18   |
| 96      | 2012-2013 | Hervé Ndjana Onana                    | Cameroun                  | AFC Tubize                          | 14   |
| 97      | 2013-2014 | Jean Koffi                            | Côte d'Ivoire             | Boussu Dour Borinage / Westerlo     | 19   |
| 98      | 2014-2015 | Romero Regales                        | Curaçao / Pays-Bas        | Lommel United                       | 20   |
| 99      | 2015-2016 | Etien Velikonja                       | Slovénie                  | Lierse SK                           | 24   |
| 100     | 2016-2017 | Dylan De Belder                       | Belgique                  | Lierse SK                           | 14   |
| 101     | 2017-2018 | Esteban Casagolda                     | Belgique                  | OH Louvain                          | 10   |
| 102     | 2018-2019 | Leonardo Rocha                        | Portugal                  | Lommel SK                           | 16   |
| 103     | 2019-2020 | Thomas Henry                          | France                    | OH Louvain                          | 15   |
| 104     | 2020-2021 | Georges Mikautadze                    | Géorgie                   | RFC Seraing                         | 19   |
| 105     | 2021-2022 | Daniel Maderner                       | Autriche                  | Waasland Beveren                    | 13   |
| 106     | 2022-2023 | Thierno Barry                         | France                    | SK Beveren                          | 20   |
| 107     | 2023-2024 | Goduine Koyalipou                     | République centrafricaine | SK Beveren                          | 16   |